# الولجة (ملحان)

تعديل مصدري - تعديل

الولجة هي إحدى قرى عزلة المعازبة بمديرية ملحان التابعة لمحافظة المحويت، بلغ تعداد سكانها 58 نسمة حسب تعداد اليمن لعام 2004.